# India (pel·lícula)
India és una pel·lícula de l'Argentina dirigida per Armando Bó sobre el guió de Sergio Leonardo sobre un argument d'Armando Bó que es va estrenar el 21 de gener de 1960 i que va tenir com a protagonistes a Isabel Sarli, Guillermo Murray i Pedro Laxalt. Filmada a les cascades de l'Iguaçú, la pel·lícula és en blanc i negre amb excepció d'un tram de cinc minuts que corresponen al bany d'Isabel Sarli nua en una cascada, que està filmat en colors. Celia Queiró va estar a càrrec de la coreografia.

## Sinopsi
Un home que va travessar el riu fugint de la policia és trobat per una tribu liderada per una bella dona.

## Repartiment
- Isabel Sarli …Ansisé
- Guillermo Murray …Dardo Fernández
- Pedro Laxalt …Comisario Marini
- Mario Casado …Tacasi
- Alberto Barcel …Moraca

## Comentaris
Armando Bó va dir:
| « | ”India hauria estat una cosa bestial en aquest moment, si Isabel hagués sortit com qualsevol índia. Però va haver de sortir vestida.” | » |

El Mundo va comentar:
| « | ”El millor, el final…Seguim a fojas zero en això de la recuperació del cinema argentí.” | » |